# Felix Funke
Felix Funke (Hirschberg, 3. siječnja 1865. -  Berlin, 22. srpnja 1932.) je bio njemački admiral i vojni zapovjednik. Tijekom Prvog svjetskog rata zapovijedao je 3. i 2. eskadrom Flote otvorenog mora.

## Vojna karijera
Felix Funke rođen je 3. siječnja 1865. u Hirschbergu. Sin je Adolfa Funkea i Anke Stilke-Pilet. Djetinjstvo je proveo u Strasbourgu, dok je mornaričku školu pohađao u Kielu. Nakon završetka mornaričke škole služi na SMS Niobeu. Od 1902. četiri godine služi u njemačkoj koloniji Tsingtao. Tijekom Rusko-japanskog rata nakon Bitke na Žutom moru Funke 10. kolovoza 1904. dopušta da u luku Tsingtao uplove oštećeni ruski bojni brod Carević, oklopni krstaš Novik, te tri razarača koji su internirani. Kasnije tijekom rata, posebice nakon pada Port Arthura, u luku se sklonilo nekoliko ruskih brodova, te je ruskim posadama pružena potrebna medicinska pomoć. Za navedeno Funke je od ruskog cara Nikole II. primio odlikovanje Vojnog reda Sv. Ane.

## Prvi svjetski rat
Na početku Prvog svjetskog rata Funke zapovijeda 3. eskadrom bojnih brodova Flote otvorenog mora. U prosincu 1914. postaje zapovjednikom 2. eskadre zamijenivši zapovjedništvo s Reinhardom Scheerom koji je pak postao zapovjednikom 3. eskadre. Dužnost zapovjednika 2. eskadre bojnih brodova obnaša do kolovoza 1915. kada je odlukom cara na svoje veliko iznenađenje umirovljen. Na dužnosti zapovjednika 2. eskadre bojnih brodova zamijenio ga je viceadmiral Franz Mauve.

## Poslije rata
Nakon iznenadnog umirovljenja Funke je patio od depresije. Preminuo je 22. srpnja 1932. godine u 68. godini života u Berlinu.